# Предеал
Предеал или Предел (рум. Predeal, мађ. Predeál) град је у Румунији, у средишњем делу земље, у историјској покрајини Трансилванија. Предеал је град у оквиру округа Брашов.
Предеал је према последњем попису из 2002. имао 5.615 становника.
Предеал је смештен у познатој туристичкој области у румунским Карпатима. Близу града су средњовековни град Брашов, потом замак Рашнов, јужно се налази чувена Синаја са дворцем Пелешом, а познат скијашко одредишеа Појана Брашов је такође смештено у окружењу града.

## Географија
Град Предеал налази се на граници (превоју) између историјских покрајина Трансилваније и Влашке (мада историјски припада првој), око 25 km јужно до Брашова, којем је данас град излетиште.
Предеал је највиши град у Румунији, смештен на надморској висини од 1.030—1.110 m, у средишњем делу била Карпата. Планине у окружењу града се зову Бућеги.

## Становништво
У односу на попис из 2002, број становника на попису из 2011. се смањио.
| 1966. | 1977. | 1992. | 2002. | 2011. |
| ----- | ----- | ----- | ----- | ----- |
| 6.680 | 7.273 | 7.302 | 5.615 | 4.755 |

Матични Румуни чине огромну већину градског становништва Предеала, а од мањина присутни су Мађари, Роми и Немци.

## Галерија
- Предеал у првој половини 20. века
- Нетакнута природа у околини Предеала
- Манастир Предеал